# Torneo Apertura de Reservas 2019 (Venezuela)
El Torneo Apertura 2019 fue el primero de los dos campeonatos del Torneo de Reservas de Venezuela que corresponde a la temporada 2019 del fútbol venezolano.

## Sistema de competición
El torneo se juega con el formato todos contra todos en una rueda de fechas, en los que participan catorce equipos distribuidos por cercanía geográfica en dos grupos con 7 equipos cada.  Los mejores ocho de la primera ronda clasifican a una liguilla.
Todo lo concerniente a empate de puntos al finalizar el torneo entre dos clubes, se dilucidará en favor del club que ganó el encuentro jugado entre ambos; y de haber un empate en el enfrentamiento, en favor del club que tenga mejor diferencia de goles a favor. Si persiste, se tomará en cuenta quien haya marcado más goles a favor; Si el empate es entre tres o más clubes, se define en favor del club que tenga más puntos obtenidos solo entre los cruces de los clubes involucrados.

## Información
| Equipo                                         | Municipio      | Entrenador           | Estadio                              | Capacidad | Marca                | Patrocinador (1.º)               | Patrocinador (2.º)                                                                                            |
| ---------------------------------------------- | -------------- | -------------------- | ------------------------------------ | --------- | -------------------- | -------------------------------- | --- |
| Academia Puerto Cabello                        | Puerto Cabello | Daniel Uson          | Complejo Deportivo Vistamar          | 2.000     | Uhlsport             | Alcaldía de Puerto Cabello       | |
| A.C. Deportivo Lara                            | Cabudare       | Hernaex Landaeta     | Metropolitano de Cabudare            | 45.312    | Uhlsport             | SoloDeportes                     | / Alimex |
| A.C. Lala FC                                   | Ciudad Guayana | Wilfredo Moreno      | Polideportivo El Gallo               | 3.000     | Bandera de Venezuela |                                  | / |
| Atlético Venezuela C.F.                        | Caracas        | Julio Infante        | CD Fray Luis de León I               | 5.000     | Givova               | GUUAO                            | / Gatorade |
| Caracas F.C.                                   | Caracas        | Henry Meléndez       | Cocodrilos Sport Park                | 2.000     | RS21                 | Maltín Polar                     | / |
| Deportivo La Guaira F.C.                       | La Guaira      | Bandera de Venezuela | CD Fray Luis de León I               | 2.000     | Adidas               | Traki                            | ONA |
| Deportivo Táchira F.C.                         | San Cristóbal  | Jesús Ortiz          | Cancha Alterna Pueblo Nuevo          | 3.000     | RS21                 | JHS Grupo                        | Maltín Polar / DirecTV / Kino Táchira                                                                         |
| Estudiantes de Mérida F.C.                     | Mérida         | Mateo Ramírez        | Guillermo Soto Rosa                  | 16.000    | Ulter Sport          | Arant - Supplies                 | |
| Estudiantes de Caracas                         | Caracas        | Ernesto Pino         | CD Fray Luis de León I               | 2.000     | Beethoven Sport      | Maltíin Polar - Pirámide Seguros | / Beethoven Clothing Fashion / Maltín Polar / Grupo MULTIMARCA / Eagle Burgmann                               |
| Llaneros de Guanare                            | Guanare        | Jairo Velandria      | Rafael Pinto                         | 10.000    | Celsa                | Helados Gerelatti                | Calsa / Suave Granja / Docasa                                                                                 |
| Metropolitanos F.C.                            | Caracas        | Luis Fros            | Universidad Santa María              | 3.000     | Joma                 |                                  | ONA/Banco Fondo Común                                                                                         |
| Monagas S.C.                                   | Maturín        | Luis López           | Cancha Alterna Monumental de Maturín | 51.796    | RS21                 | Gobernación de Monagas           | / Samsung |
| Portuguesa F.C.                                | Araure         | Raúl Vargas          | José Antonio Paez                    | 14.000    | Mundo Creativo       | AsoPortuguesa                    | ALIVENSA / Alimentos Mary / Arroz Santoni / Doña Emilia / Agrícola A y B / Gobierno Bolivariano de Portuguesa |
| Zamora F.C.                                    | Barinas        | Luis Terán           | Fuerte Tabacare                      | 24.396    | Uhlsport             |                                  | / Domosa |
| Datos actualizados el 10 de septiembre de 2019 |                |                      |                                      |           |                      |                                  | |

### Equipos por región
| Región          | N.º | Equipos                                                                                            |
| --------------- | --- | -------------------------------------------------------------------------------------------------- |
| Capital         | 5   | Atlético Venezuela, Caracas F.C., Deportivo La Guaira, Metropolitanos F.C., Estudiantes de Caracas |
| Guayana         | 1   | A.C. Lala F.C.                                                                                     |
| Nor-Oriental    | 1   | Monagas S.C.                                                                                       |
| Los Andes       | 3   | Estudiantes de Mérida, Deportivo Táchira, Zamora F.C.                                              |
| Centroccidental | 3   | AC Deportivo Lara, Llaneros de Guanare, Portuguesa F.C.                                            |
| Central         | 1   | Academia Puerto Cabello                                                                            |

## Clasificación

### Grupo Centro Oriental
|   | Equipo                 | JJ | JG | JE | JP | GF | GC | DG  | PTS |
| - | ---------------------- | -- | -- | -- | -- | -- | -- | --- | --- |
| 1 | Atlético Venezuela     | 12 | 8  | 3  | 1  | 25 | 14 | +11 | 27  |
| 2 | Caracas F.C.           | 12 | 5  | 5  | 2  | 24 | 14 | +10 | 20  |
| 3 | Deportivo La Guaira    | 12 | 4  | 5  | 3  | 20 | 15 | +5  | 17  |
| 4 | Monagas S.C.           | 12 | 3  | 5  | 4  | 20 | 19 | +1  | 14  |
| 5 | A.C. Lala F.C.         | 12 | 3  | 4  | 5  | 16 | 26 | -10 | 13  |
| 6 | Metropolitanos F.C.    | 12 | 3  | 3  | 6  | 18 | 21 | -3  | 12  |
| 7 | Estudiantes de Caracas | 12 | 2  | 3  | 7  | 17 | 27 | -10 | 9   |

#### Resultados
- Los horarios corresponden a la hora local de Venezuela (UTC−04:00)

Calendario sujeto a cambios
Primera Vuelta
| Monagas SC        | 1 : 1 | Estudiantes de Caracas | Cancha alterna Monumental de Maturín | 13 de abril | 15:30 |
| Caracas FC        | 1 : 1 | Lala FC                | Cocodrilos Sport Park                | 13 de abril | 15:30 |
| Metropolitanos FC | 0 : 1 | Deportivo La Guaira    | Universidad Santa María              | 13 de abril | 16:00 |

| Monagas SC             | 1 : 2 | Atlético Venezuela | Cancha alterna Monumental de Maturín | 27 de abril | 15:30 |
| Lala FC                | 1 : 1 | Metropolitanos FC  | Polideportivo el Gallo               | 28 de abril | 16:00 |
| Estudiantes de Caracas | 0 : 0 | Caracas FC         | Complejo Deportivo "La Guacamaya"    | 30 de mayo  | 13:00 |

| Caracas FC          | 2 : 3 | Atlético Venezuela     | Cocodrilos Sport Park             | 4 de mayo  | 16:00 |
| Metropolitanos FC   | 2 : 0 | Estudiantes de Caracas | Universidad Santa María           | 5 de mayo  | 16:00 |
| Deportivo La Guaira | 4 : 3 | Monagas SC             | Complejo Deportivo "La Guacamaya" | 29 de mayo | 13:00 |

| Caracas FC         | 1 : 0 | Deportivo La Guaira | Cocodrilos Sport Park             | 8 de mayo | 15:30 |
| LALA FC            | 2 : 1 | Monagas SC          | Polideportivo el Gallo            | 8 de mayo | 15:30 |
| Atlético Venezuela | 3 : 2 | Metropolitanos FC   | Complejo Deportivo "La Guacamaya" | 9 de mayo | 15:30 |

| Deportivo La Guaira    | 4 : 0 | Lala FC            | Complejo Deportivo "La Guacamaya"    | 11 de mayo | 15:30 |
| Monagas SC             | 1 : 1 | Caracas FC         | Cancha alterna Monumental de Maturín | 11 de mayo | 15:30 |
| Estudiantes de Caracas | 2 : 1 | Atlético Venezuela | Complejo Deportivo "La Guacamaya"    | 12 de mayo | 16:00 |

| Lala FC             | : 5   | Atlético Venezuela     | Polideportivo el Gallo            | 15 de mayo | 15:30 |
| Metropolitanos FC   | 1 : 2 | Monagas SC             | Universidad Santa María           | 15 de mayo | 16:00 |
| Deportivo La Guaira | 2 : 2 | Estudiantes de Caracas | Complejo Deportivo "La Guacamaya" | 15 de mayo | 15:30 |

| Lala FC            | 0 : 1 | Estudiantes de Caracas | Polideportivo el Gallo            | 18 de mayo | 15:30 |
| Atlético Venezuela | : 0   | Deportivo La Guaira    | Complejo Deportivo "La Guacamaya" | 20 de mayo | 16:00 |
| Caracas FC         | 2 : 4 | Metropolitanos FC      | Cocodrilos Sport Park             | 21 de mayo | 15:30 |

Segunda Vuelta
| Deportivo La Guaira    | 0 : 0 | Metropolitanos FC | Complejo Deportivo "La Guacamaya" | 25 de mayo | 13:00 |
| Estudiantes de Caracas | 0 : 3 | Monagas SC        | Complejo Deportivo "La Guacamaya" | 25 de mayo | 15:30 |
| Lala FC                | 1 : 3 | Caracas FC        | Polideportivo el Gallo            | 5 de junio | 15:30 |

| Atlético Venezuela | 1 : 1 | Monagas SC             | Complejo Deportivo "La Guacamaya" | 1 de junio | 15:30 |
| Metropolitanos FC  | 1 : 2 | LALA FC                | Universidad Santa María           | 1 de junio | 15:30 |
| Caracas FC         | 3 : 1 | Estudiantes de Caracas | Cocodrilos Sport Park             | 2 de junio | 16:00 |

| Atlético Venezuela     | 1 : 1 | Caracas FC          | Complejo Deportivo "La Guacamaya"    | 8 de junio | 15:30 |
| Monagas SC             | 1 : 1 | Deportivo La Guaira | Cancha alterna Monumental de Maturín | 8 de junio | 15:30 |
| Estudiantes de Caracas | 2 : 5 | Metropolitanos FC   | Complejo Deportivo "La Guacamaya"    | 9 de junio | 13:00 |

| Deportivo La Guaira | 0 : 0 | Caracas FC         | Complejo Deportivo "La Guacamaya"    | 12 de junio | 15:30 |
| Metropolitanos FC   | 0 : 1 | Atlético Venezuela | Universidad Santa María              | 12 de junio | 15:30 |
| Monagas SC          | 4 : 1 | Lala FC            | Cancha alterna Monumental de Maturín | 12 de junio | 15:30 |

| Caracas FC         | 4 : 1 | Monagas SC             | Cocodrilos Sport Park             | 16 de junio | 13:00 |
| Lala FC            |       | Deportivo La Guaira    | Polideportivo el Gallo            | 16 de junio | 13:00 |
| Atlético Venezuela | 3 : 2 | Estudiantes de Caracas | Complejo Deportivo "La Guacamaya" | 16 de junio | 13:00 |

| Monagas SC             | 1 : 1 | Metropolitanos FC   | Cancha alterna Monumental de Maturín | 19 de junio | 15:30 |
| Estudiantes de Caracas | 3 : 6 | Deportivo La Guaira | Complejo Deportivo "La Guacamaya"    | 19 de junio |       |
| Atlético Venezuela     | 1 : 1 | Lala FC             | Complejo Deportivo "La Guacamaya"    | 20 de junio | 13:30 |

| Estudiantes de Caracas |  | Lala FC            | Complejo Deportivo "La Guacamaya" |  | 15:30 |
| Deportivo La Guaira    |  | Atlético Venezuela | Complejo Deportivo "La Guacamaya" |  | 15:30 |
| Metropolitanos FC      |  | Caracas FC         | Universidad Santa María           |  | 15:30 |

### Grupo Centro Occidental
|   | Equipo                  | JJ | JG | JE | JP | GF | GC | DG  | PTS |
| - | ----------------------- | -- | -- | -- | -- | -- | -- | --- | --- |
| 1 | Estudiantes de Mérida   | 11 | 7  | 9  | 3  | 24 | 12 | 12  | 30  |
| 2 | Zamora F.C.             | 11 | 8  | 5  | 6  | 27 | 24 | 3   | 29  |
| 3 | Deportivo Táchira       | 12 | 8  | 3  | 8  | 28 | 25 | 3   | 27  |
| 4 | Academia Puerto Cabello | 11 | 6  | 8  | 5  | 31 | 27 | 4   | 26  |
| 5 | Deportivo Lara          | 11 | 6  | 6  | 7  | 24 | 22 | 2   | 24  |
| 6 | Portuguesa F.C.         | 11 | 3  | 9  | 7  | 21 | 30 | -9  | 18  |
| 7 | Llaneros de Guanare     | 12 | 3  | 5  | 11 | 27 | 46 | -19 | 14  |

#### Resultados
- Los horarios corresponden a la hora local de Venezuela (UTC−04:00)

Calendario sujeto a cambios
Primera Vuelta
| Llaneros EF             | 1:2 | Zamora FC      | Rafael Calles Pinto            | 13 de abril | 15:00 |
| Academia Puerto Cabello | 1:0 | Portuguesa FC  | CD Vista al Mar                | 13 de abril | 15:00 |
| Deportivo Táchira       | 1:2 | Deportivo Lara | Cancha Alterna de Pueblo Nuevo | 13 de abril | 15:00 |

| Zamora FC             | 0:0 | Academia Puerto Cabello | CD Fuerte Tabacare  | 27 de abril | 15:00 |
| Portuguesa FC         | 2:0 | Deportivo Táchira       | José Antonio Páez   | 28 de abril | 15:00 |
| Estudiantes de Mérida | 4:1 | Llaneros EF             | Guillermo Soto Rosa | 29 de abril | 15:00 |

| Deportivo Lara          | 3:0 | Llaneros EF           | Metropolitano de Cabudare      | 4 de mayo | 15:00 |
| Academia Puerto Cabello | 2:1 | Estudiantes de Mérida | CD Vista al Mar                | 4 de mayo | 15:00 |
| Deportivo Táchira       | 0:0 | Zamora FC             | Cancha Alterna de Pueblo Nuevo | 4 de mayo | 15:00 |

| Academia Puerto Cabello | 1:1 | Deportivo Lara    | CD Vista Mar        | 8 de mayo | 15:00 |
| Portuguesa FC           | 2:1 | Llaneros FC       | José Antonio Páez   | 8 de mayo | 15:00 |
| Estudiantes de Mérida   | 0:4 | Deportivo Táchira | Guillermo Soto Rosa | 8 de mayo | 15:00 |

| Deportivo Lara | 0:2 | Portuguesa FC           | Metropolitano de Cabudare | 11 de mayo | 15:00 |
| Zamora FC      | 8:1 | Estudiantes de Mérida   | CD Fuerte Tabacare        | 12 de mayo | 15:00 |
| Llaneros EF    | 1:1 | Academia Puerto Cabello | Rafael Calles Pinto       | 22 de mayo | 15:00 |

| Portuguesa FC     | 0:0 | Estudiantes de Mérida | José Antonio Páez              | 15 de mayo | 15:00 |
| Deportivo Táchira | 6:3 | Llaneros EF           | Cancha Alterna de Pueblo Nuevo | 15 de mayo | 15:00 |
| Deportivo Lara    | 0:2 | Zamora FC             | Metropolitano de Cabudare      | 15 de mayo | 15:00 |

| Portuguesa FC           | 2:1 | Zamora FC         | José Antonio Páez       | 18 de mayo | 15:00 |
| Academia Puerto Cabello | 4:2 | Deportivo Táchira | CD Vista Mar            | 18 de mayo | 15:00 |
| Estudiantes de Mérida   | 1:2 | Deportivo Lara    | Metropolitano de Mérida | 19 de mayo | 15:00 |

Segunda Vuelta
| Deportivo Lara | 2:0 | Deportivo Táchira       | Metropolitano de Cabudare | 25 de mayo | 15:00 |
| Zamora FC      | 5:2 | Llaneros EF             | CD Fuerte Tabacare        | 26 de mayo | 15:00 |
| Portuguesa FC  | 0:1 | Academia Puerto Cabello | José Antonio Páez         | 26 de mayo | 15:00 |

| Llaneros EF             | 1:0 | Estudiantes de Mérida | Rafael Calle Pinto             | 1 de junio | 15:00 |
| Academia Puerto Cabello | 0:2 | Zamora FC             | CD Vista Mar                   | 1 de junio | 15:00 |
| Deportivo Táchira       | 3:0 | Portuguesa FC         | Cancha Alterna de Pueblo Nuevo | 1 de junio | 15:00 |

| Llaneros EF           |  | Deportivo Lara          | Rafael Calle Pinto      |  | 15:00 |
| Estudiantes de Mérida |  | Academia Puerto Cabello | Metropolitano de Mérida |  | 15:00 |
| Zamora FC             |  | Deportivo Táchira       | CD Fuerte Tabacare      |  | 15:00 |

| Deportivo Lara    |  | Academia Puerto Cabello | Metropolitano de Cabudare      |  | 15:00 |
| Llaneros FC       |  | Portuguesa FC           | Rafael Calle Pinto             |  | 15:00 |
| Deportivo Táchira |  | Estudiantes de Mérida   | Cancha Alterna de Pueblo Nuevo |  | 15:00 |

| Portuguesa FC           |  | Deportivo Lara | José Antonio Páez       |  | 15:00 |
| Estudiantes de Mérida   |  | Zamora FC      | Metropolitano de Mérida |  | 15:00 |
| Academia Puerto Cabello |  | Llaneros EF    | CD Vista Mar            |  | 15:00 |

| Estudiantes de Mérida |  | Portuguesa FC     | Metropolitano de Mérida | 20 de junio | 15:00 |
| Llaneros EF           |  | Deportivo Táchira | Rafael Calle Pinto      | 20 de junio | 15:00 |
| Zamora FC             |  | Deportivo Lara    | CD Fuerte Tabacare      | 20 de junio | 15:00 |

| Deportivo Lara    | 2:0 | Estudiantes de Mérida   | Metropolitano de Cabudare      | 23 de junio | 15:00 |
| Zamora FC         |     | Portuguesa FC           | CD Fuerte Tabacare             | 25 de junio | 15:00 |
| Deportivo Táchira |     | Academia Puerto Cabello | Cancha Alterna de Pueblo Nuevo | 25 de junio | 15:00 |

## Estadísticas

### Goleadores
| 1                                                                                           | Bandera de Venezuela |  | 0 | 0 | 0 | 0 | 0 | 0 |
| 2                                                                                           | Bandera de Venezuela |  | 0 | 0 | 0 | 0 | 0 | 0 |
| 3                                                                                           | Bandera de Venezuela |  | 0 | 0 | 0 | 0 | 0 | 0 |
| 3                                                                                           | Bandera de Venezuela |  | 0 | 0 | 0 | 0 | 0 | 0 |
| 5                                                                                           | Bandera de Venezuela |  | 0 | 0 | 0 | 0 | 0 | 0 |
| 5                                                                                           | Bandera de Venezuela |  | 0 | 0 | 0 | 0 | 0 | 0 |
| Última actualización: 15 de agosta de 2019. Fuente: Liga Futve - Mis Marcadores - soccerway |                      |  |   |   |   |   |   |   |

### Asistencias
| 1 | Bandera de Venezuela                                            |  | 0 | 0 | 0.00 |
| 2 | Bandera de Venezuela                                            |  | 0 | 0 | 0.00 |
| 3 | Bandera de Venezuela                                            |  | 0 | 0 | 0.00 |
| 3 | Bandera de Venezuela                                            |  | 0 | 0 | 0.00 |
| 5 | Bandera de Venezuela                                            |  | 0 | 0 | 0.00 |
| 5 | Bandera de Venezuela                                            |  | 0 | 0 | 0.00 |
| 5 | Última actualización: 15 de agostao de 2019. Fuente: Liga FutVe |  |   |   |      |